# 白塔畈镇
白塔畈乡，是中华人民共和国安徽省六安市金寨县下辖的一个乡镇级行政单位。

## 行政区划
白塔畈乡下辖以下地区：
白大街道社区、郭店村、龚店村、项冲村、大岗村、中心村、凉井村、刘冲村、东楼村、楼冲村、桥店村、九树村、仙花村、光慈村和早冲村。